# Tomohiro Matsunaga
Pour les articles homonymes, voir Matsunaga.
Tomohiro Matsunaga (松永共広, Matsunaga Tomohiro), né le 27 juin 1980, à Yaizu, au Japon, est un lutteur japonais, concourant dans la catégorie des moins de 55 kg.

## Biographie
Aux Jeux olympiques de 2008, Tomohiro Matsunaga remporte la médaille d'argent dans sa catégorie, battu en finale par l'Américain Henry Cejudo.

### Palmarès
- Jeux olympiques
  -  Médaille d'argent en lutte libre dans la catégorie des moins de 55 kg en 2008